# Авокур
Авокур (фр. Avocourt) насеље је и општина у североисточној Француској у региону Лорена, у департману Меза која припада префектури Верден.
По подацима из 2011. године у општини је живело 123 становника, а густина насељености је износила 8,39 становника/km². Општина се простире на површини од 14,66 km². Налази се на средњој надморској висини од 225 метара (максималној 305 m, а минималној 193 m).

## Демографија
| 1962. | 1968. | 1975. | 1982. | 1990. | 1999. | 2011. |
| ----- | ----- | ----- | ----- | ----- | ----- | ----- |
| 145   | 182   | 118   | 103   | 114   | 107   | 123   |

График промене броја становника у току последњих година